# Panský mlýn (Velká nad Veličkou)
Panský mlýn ve Velké nad Veličkou v okrese Hodonín je vodní mlýn, který stojí na řece Velička. Je chráněn jako nemovitá kulturní památka České republiky.
Mlýn je zmiňován v horňácké lidové písni Teče voda teče: ,,Teče voda teče, pres velický majír..."

## Historie
Mlýn pochází ze 17. století. Jeho pohon byl změněn z vodních kol na turbínu a vedle něj vznikla malá vodní elektrárna.

## Popis
Areál mlýna tvoří hlavní objekt skladiště s mlýnicí, stodola nad skladištěm, torzo obytného stavení a novodobý přístavek zámečnické výroby s turbínou. Voda na vodní kolo vedla náhonem, který je využíván pro malou vodní elektrárnu postavenou níže mimo památkově chráněný areál. V mlýnici se dochoval fragment stolice a několik mlýnských kamenů. K roku 1930 zde byla 1 Francisova turbína (hltnost 0,3 m³/s, spád 12 m, výkon 36 HP). V roce 2015 je uváděna MVE (2 turbíny, výkon 41 kW).